# Memorial al gloriei militare la mormântul comun al ostașilor căzuți în 1944 (Strășeni)
Memorialul gloriei militare la mormântul comun al ostașilor căzuți în 1944 este un monument amplasat în Strășeni, Republica Moldova. Este un monument istoric de importanță națională inclus în Registrul monumentelor Republicii Moldova ocrotite de stat cu nr. 1351 (raionul Strășeni).